# Biforcazione fluviale
Il termine biforcazione, riferito a fiumi, indica la divisione del corso d'acqua in due rami che vanno a finire nel mare in punti diversi. È chiamato anche diffluenza in opposizione al concetto, ben più frequente, di confluenza. Il corso d'acqua che si stacca da quello principale viene in genere detto effluente.
Può trattarsi di un fenomeno geografico di dimensioni limitate, come quello della struttura di una foce a delta;  altre volte, si ha  semplicemente la derivazione da un corso d'acqua di un canale artificiale. Il caso di maggior interesse è tuttavia è la divisione naturale di un corso d'acqua in due veri e propri fiumi che scaricano le loro acque in diversi bacini idrografici. In zone di pianura - specialmente se paludose - può mancare una chiara linea spartiacque ed in tali circostanze, complice spesso l'accumulo irregolare di detriti, può succedere che un fiume della regione finisca per biforcarsi e trovare uno scarico alternativo. Questo implica il fatto che le acque di tutta la zona a monte della sua biforcazione siano in grado di sfociare - almeno potenzialmente - in due mari diversi. 
Il maggior caso a livello mondiale è quello della biforcazione Orinoco-Casiquiare, dove l'acqua scorre a sinistra verso il bacino del Rio delle Amazzoni e a destra verso la conca dell'Orinoco. La possibilità di un tale fenomeno - di portata continentale - era stato lungamente messa in dubbio dagli studiosi destando lo scetticismo e lo stupore dei geografi dal Seicento all'Ottocento che arrivarono a definirla una "mostruosità geografica".